# Drymonia stenophylla
Drymonia stenophylla är en tvåhjärtbladig växtart som först beskrevs av John Donnell Smith, och fick sitt nu gällande namn av Harold Emery Moore. Drymonia stenophylla ingår i släktet Drymonia och familjen Gesneriaceae. Inga underarter finns listade i Catalogue of Life.